# Ksenia Bondar
Pour les articles homonymes, voir Bondar.
Ksenia Igorevna Bondar (en russe : Ксения Игоревна Бондарь) est une joueuse de volley-ball russe née le 1er février 1990  à Ijevsk. Elle mesure 1,90 m et joue au poste de réceptionneuse-attaquante. Elle totalise 19 sélections en équipe de Russie.

## Clubs
| Club                     | De        | À         |
| ------------------------ | --------- | --------- |
| Zaretchie Odintsovo-2    | 2005-2006 | 2007-2008 |
| Zaretchie Odintsovo      | 2008-2009 | 2008-2009 |
| Dinamo Kazan             | 2009-2010 | 2009-2010 |
| Zaretchie Odintsovo      | 2010-2011 | 2010-2011 |
| VK Tioumen               | 2011-2012 | 2012-2013 |
| Fakel Novy Ourengoï      | 2013-2014 | 2013-2014 |
| PSK Sakhaline            | 2016-2017 | 2016-2017 |
| JVK Ienisseï Krasnoïarsk | 2017-2018 | 2017-2018 |
| Leningradka              | 2018-2019 | 2018-2019 |
| PSK Sakhaline            | 2019-2020 | 2019-2020 |
| VK Minsk                 | 2020-2021 | …         |

## Palmarès

### Équipe nationale
- Championnat d'Europe des moins de 20 ans
  - Finaliste : 2008.
- Grand Prix mondial
  - Finaliste : 2009.

### Clubs
- Championnat de Russie
  - Finaliste : 2009
- Coupe de Russie
  - Finaliste : 2017.
- Championnat de Biélorussie
  - Vainqueur : 2020.